# Schloss Hohenberg

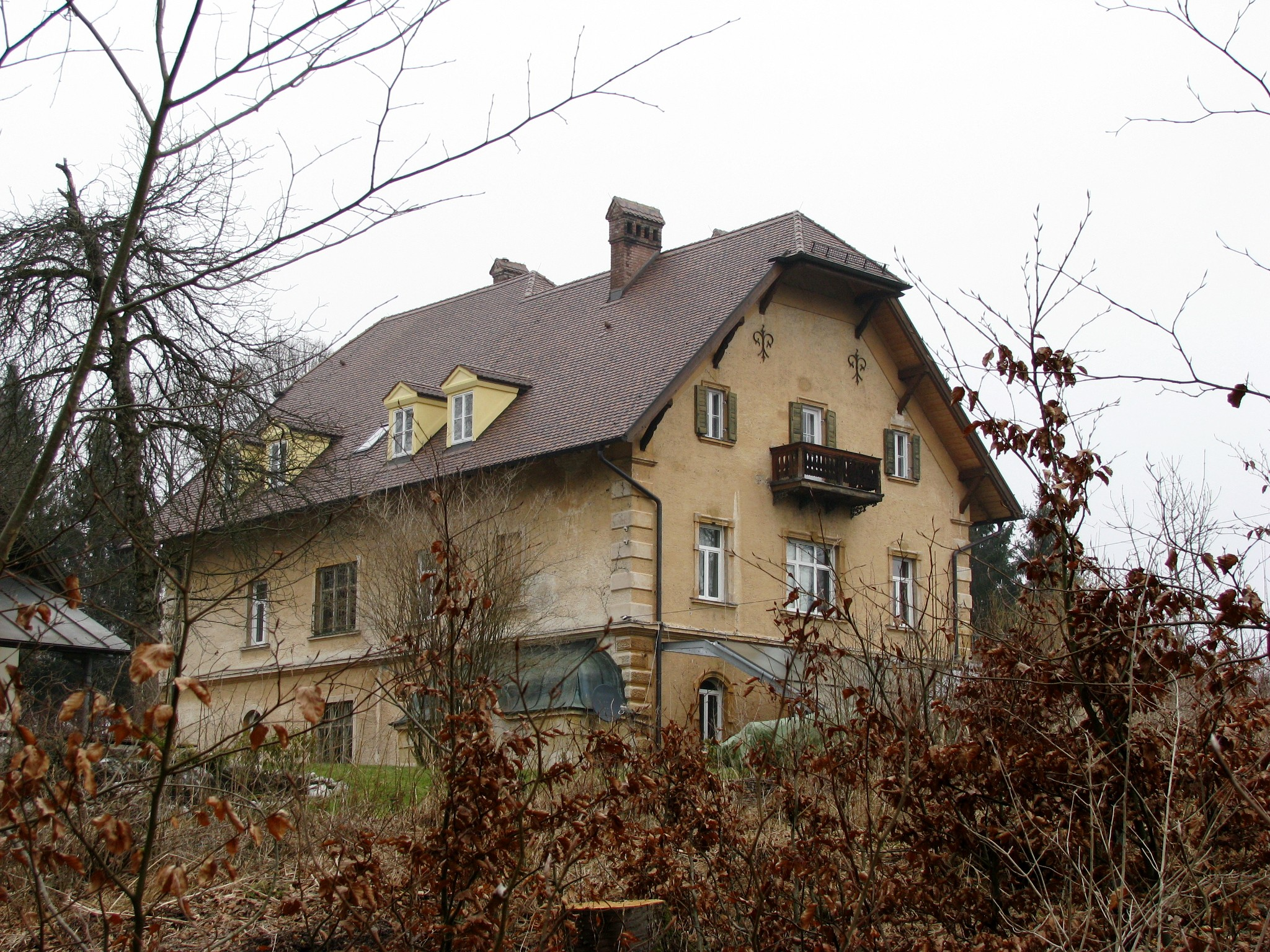
Schloss Hohenberg

Schloss Hohenberg ist ein schlossartiges Landhaus in der Gemeinde Seeshaupt im oberbayerischen Landkreis Weilheim-Schongau.

## Geschichte
Hohenberg wurde urkundlich erstmals im Jahre 1135 im Zusammenhang mit dem fünfzehn Jahre zuvor gegründeten Augustiner-Chorherrenstift in Bernried erwähnt. 
1873 eröffnete der Eigentümer des Gutes Hohenberg, Konstantin Schägger, in Hohenberg eine Gastwirtschaft. 1889 wurde die Wirtschaft samt Kapelle an Karl Freiherrn von Podewils (1843–1893) verkauft, der 1890 durch das Münchner Baubureau Ziebland & Kollmus auf dem westlich gelegenen, 693 Meter hohen Buckelsberg eine Jagdvilla, das sogenannte Schloss Hohenberg, errichten ließ.
Bereits 1897 ging der Besitz an den schwäbischen Freiherrn Wilhelm Schertlin von Burtenbach, 1903 an Willibald Freiherrn von Beck-Peccoz aus Hallertau. 1931 kam Hohenberg in den Besitz der Familie Thurn und Taxis. Fürst Alberts jüngster Sohn Philipp Ernst Prinz von Thurn und Taxis (1908–1964) erwarb den Forstbesitz einschließlich des Jagdschlosses; heutiger Besitzer ist Prinz Emmeram von Liechtenstein.

## Baubeschreibung

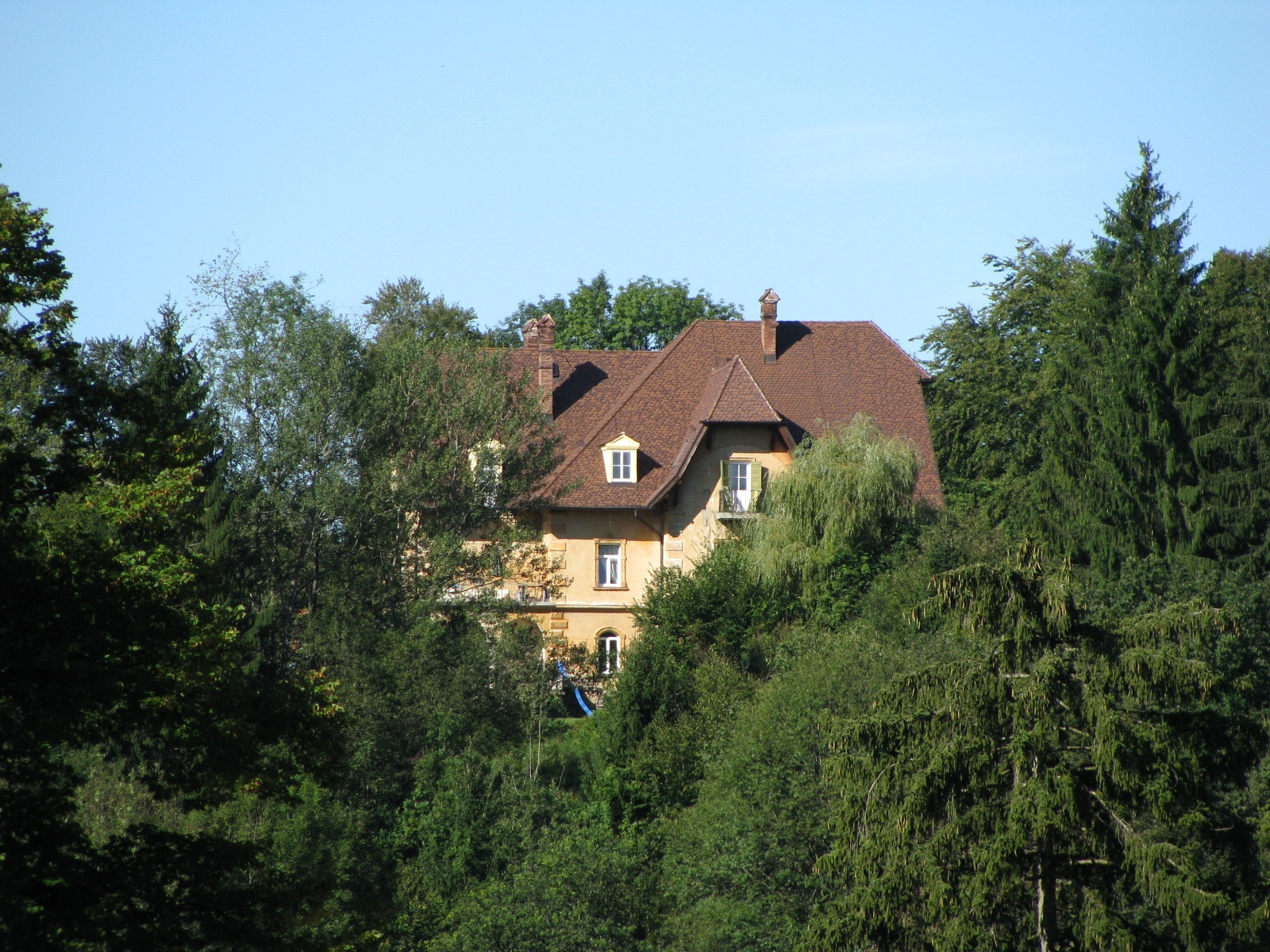
Schloss Hohenberg

Es handelt sich um einen villenartigen, asymmetrisch gruppierten Bau mit Eckveranda, Quergiebel und abgestuften Schopfwalmdächern, in historisierenden Formen. Zugehörig:
- ehemaliges Stall- und Remisengebäude, erdgeschossig mit Satteldach, Kern 1890, erweitert 1907
- sogenannter Eiskeller, erdgeschossiger Satteldachbau, um 1903
- sogenanntes Maschinenhaus, quadratischer Putzbau mit hohem Zeltdach, um 1890.